# Marinaldo Santos
Marinaldo Santos (nome completo: Marinaldo Silva dos Santos), Belém, 1961, é um pintor e desenhista autodidata brasileiro. Em sua produção artística de cunho popular, utiliza material descartado que recolhe em suas caminhadas pela cidade.

## Biografia
Marinaldo Santos estudou em escola do Serviço Social da Indústria (SESI), e aos 12 anos de idade já trabalhava como operário numa fábrica de processamento de castanhas; posteriormente, numa serraria. Aos 15 anos, saiu de casa e passou a viver por conta própria, com atividades como entregador do jornal "Folha do Norte" e faxineiro.
Desde a infância, teve a atenção despertada para o trabalho de seu pai, com móveis em madeira. A partir de meados dos anos 1980, quando inicia sua produção artística, isto o levou a utilizar materiais de uso cotidiano em suas obras, como madeira, metal, papel e outros. Também utiliza colagem, pintura e escultura em suas composições, que buscam representar a cultura local através da ressignificação de meios e suportes.
Sua primeira exposição coletiva teria ocorrido em 1983, e a primeira mostra individual em 1985, na Galeria Elf de Belém. Desde então, seus trabalhos têm sido expostos no Brasil e no exterior, e compõe o acervo de inúmeros museus e coleções particulares.

## Principais exposições coletivas[1]
- 8º Salão Arte Pará (1989, Belém) - Grande Prêmio
- 4º Salão MAM-Bahia (1997, Salvador, BA)
- 4º Salão Unama de Pequenos Formatos (1998, Belém)
- 6º Salão da Bahia (1999, Salvador)
- 1º Salão Nacional de Arte de Goiás (2001, Goiânia, GO)
- 21º Salão Arte Pará (2002, Belém) - Grande Prêmio
- Novas Aquisições 2003: Coleção Gilberto Chateaubriand (2004, Rio de Janeiro, RJ)
- "Para ver de(s)perto" (2004, Goiânia, GO)
- 25º Salão Arte Pará (2006, Belém)
- "Dos Zés e das Santas" (2007, Belém)
- "Anos 90 - 9 Artistas no acervo do Museu da UFPA" (2008, Belém)
- "Roupa de Domingo" (2010, São Paulo, SP)
- "Para ver onde ir" (2017, Belém)

## Principal mostra individual[1]
- "Marinaldo Santos - Urbano Pop" (2015, São Paulo, SP)